# Shahan Natalie
Shahan Natalie (in armeno Շահան Նաթալի; Huseinig, 14 luglio 1884 – Watertown, 19 aprile 1983) è stato uno scrittore, politico e giornalista armeno naturalizzato statunitense.

## Biografia

### Gli esordi
Nato come Hagop Der Hagopian, nel villaggio di Huseinig, nella provincia Kharberd (moderna Elâzığ) dell'Impero ottomano, era l'unico figlio maschio di una famiglia di sette membri, insieme a quattro sorelle. 
Ha ricevuto la sua educazione primaria nella scuola armena locale. Il padre, lo zio materno, e numerosi altri parenti furono uccisi all'inizio del 1895 nei massacri hamidiani. Separato dalla sua famiglia, Hagop, a 11 anni, fu accolto da una famiglia greca di vicini, che lo nascose per tre giorni. In seguito fu riunito con i membri sopravvissuti della sua famiglia. Trovò la madre in lutto davanti al corpo senza vita di suo padre. L'immagine di sua madre, prostrata sul corpo del marito, lasciò una profonda ed indelebile impressione nel suo animo.

### L'istruzione
Fu mandato a studiare per un anno sulle rive dell'Eufrate nel Collegio di Kharberd. Insieme con altri orfani, fu poi inviato all' orfanotrofio di St. James a Costantinopoli, dove fu sponsorizzato da un ricco mercante armeno di tappeti che abitava a New York. L'anno successivo fu ammesso al famoso Collegio Berberian, dove studiò fino al 1900.
Nel 1901, tornò alla sua nativa Huseinig, dove per tre anni fu insegnante alla scuola parrocchiale armena della Chiesa di San Vartan. Nel frattempo, studiò il dialetto della provincia di Kharberd, guadagnandosi una onorificenza speciale nel concorso letterario indetto dal Patriarca Matteo II Izmirlian.

### Attività politica
Nel 1904, entrò a far parte della Federazione Rivoluzionaria Armena a Kharberd, ed emigrò negli Stati Uniti orientali, dove lavorò per tre anni come operaio in una fabbrica di scarpe a Watertown nello stato del Massachusetts.
Nel 1908, dopo la proclamazione della Costituzione ottomana, tornò a casa sua a Huseinig. La sua permanenza fu di breve durata, tuttavia, a causa delle stragi di Adana del 1909, fu costretto all' esilio in America ancora una volta.
Dal 1910 al 1912 frequentò la Boston University, dove studiò letteratura inglese, filosofia e il teatro come studente speciale. Nel 1912 aveva deciso di tornare nell'Impero Ottomano, ma per sua fortuna fu rimandato negli Stati Uniti, in quanto le autorità greche non lo lasciarono passare, considerandolo cittadino di una nazione nemica.
Tornato negli Stati Uniti, Natalie entrò nei ranghi della Federazione Rivoluzionaria Armena. Fece parte della redazione del giornale del partito Hairenik tra 1915-1917, e fu eletto quale membro del Comitato Centrale statunitense dello stesso partito. Non contento del modo in cui l'Dashnaktsutyun si stava evolvendo, in seguito si dimise dal partito. Il 23 marzo 1915 divenne cittadino degli Stati Uniti e nel 1923 assunse il nome ufficiale di "John Mahy". Fu il principale organizzatore dell'operazione Nemesis, una campagna di vendetta contro i funzionari dell'ex impero ottomano che istigarono il genocidio armeno durante la prima guerra mondiale.

## Ritiro a vita privata
Alla vigilia della seconda guerra mondiale, Shahan tornò in America e, amareggiato dalla vita politica armena, iniziò a collaborare con l'Armenian General Benevolent Union.
Dal 1943 al 1953 è stato segretario dell'ufficio distrettuale del New England.
Dal 1960 Shahan Natalie ha preferito rimanere in silenzio ed è rimasto entro i confini della sua casa. Nel 1963, per la prima volta dopo l'annessione sovietica dell'Armenia, visitò la sua patria. A Tsakhkadzor incontrò scolari in un campeggio, essi incarnavano la promessa di una nuova alba per il popolo armeno.
È morto nella sua casa di Watertown in Massachusetts il 19 aprile 1983, all'età di 98. È stato sepolto nel cimitero di Mount Auburn di Cambridge.

## Opere letterarie
- Օրէնքի եւ ընկերութեան զոհերէն, Boston, Hairenik, 1909. (racconti brevi).
- Ամպեր, Boston, Hairenik, 1909. (versi)
- Քաւութեան երգեր, Boston, Hairenik, 1915. (versi)
- Սէրի եւ ատելութեան երգեր, Boston, Hairenik, 1915. (versi con prefazione di Hrand Nazariantz)
- Վրէժի աւետարան, New York, Armenia, 1918 (versi)
- Ասլան Բէկ, Boston, Hairenik, 1918 (tragedia in tre atti)
- Քեզի, Boston, 1920 (versi elaborati a partire dal 1904).

## Critica e saggistica
- Թուրքիզմը Անգորայէն Բագու եւ Թրքական Օրիէնթասիոն, Athens, Nor Or, 1928
- Թուրքերը եւ Մենք,. Athens, Nor Or, 1928. 70 pages. Second printing, Boston, 1931
- Ալեքսանդրապօլի Դաշնագրէն 1930–ի Կովկասեան Ապստամբութիւնները,. Volumes 1 and 2. Marseilles, Arabian Publishing, 1934–35.
- Երեւանի Համաձայնագիրը, Boston, 1941
- Գիրք Մատուցման եւ Հատուցման, Beirut, Onibar Publishing, 1949 (prima edizione) e Beirut, Azdarar Publishing, 1954 (seconda edizione)
- Վերստին Յաւելուած—Ալեքսանդրապօլի Դաշնագրի «Ինչպէ՞սն ու ինչո՞ւն», Boston, Baikar, 1955